# Адам Варга
Адам Варга (мађ. Varga Ádám, Будимпешта, 6. мај 1994) је активни мађарски фудбалер који игра на позицији голмана. Тренутно је голман будимпештанског Ференцвароша.

## Каријера

### Клуб
Варга је потписао свој први професионални уговор са Ференцварошем 22. јуна 2015. године. Дана 29. октобра 2023. године био је у почетној постави против Ујпешта у његовој првој сезони националног првенства 2023/24. После меча Дејан Станковић, тренер Ференцвароша, рекао је да је Варга био најбољи играч утакмице против Ујпеште.
Са Варгом на голу 20. априла 2024. године меч 29. кола, у сезони 2023/24 националног првенства, Ференцварош – Кишварда завршен је нерешеним резултатом без голова у Гроупама Арени, што је значило да је Ференцварош освојио свој 35. а Варга трећу шампионску титулу.

## Достигнућа
Ференцварош
- Прва лига Мађарске у фудбалу: 
  - шампион: 2015/16,[8] 2018/19[9], 2023/24
- Куп Мађарске у фудбалу: 
  - победник 2015/16 [10]
  - финалиста 2023/24
- Суперкуп Мађарске у фудбалу:
  - победник 2015 [11]

  Кечкемет
- Прва лига Мађарске у фудбалу:
  - вицешампион: 2022/23[12]